# Mark Ptashne
Mark Ptashne, né le 5 juin 1940 à Chicago, est biologiste moléculaire. Il a reçu le prix Albert Lasker pour sa contribution au domaine de la régulation de l'expression des gènes, notamment la mise en évidence des interrupteurs génétiques. Il a également fondé une entreprise dans le domaine de la génétique : Genetics Institute.
Passionné de musique, Mark Ptashne est également connu pour être un bon violoniste amateur et collectionner des instruments précieux comme des Stradivarius ou des Guarneri del Gesù (les Stradivarius Willemotte et The Angel (ex-Madrileno) ont fait partie de sa collection).

## Biographie
Mark Ptashne est né à Chicago dans une famille juive engagée à gauche (marxisme). Après une dizaine d'années dans la ville de l'Illinois, ses parents déménagent à Minneapolis.
Mark Ptashne commence le violon durant son adolescence.
Mark Ptashne publie son premier article scientifique dans le domaine de la neurologie sous la direction de Frank Morrell, un professeur de l'université du Minnesota,.
Mark Ptashne suit des études universitaires complètes. Il intègre Reed College pour sa Licence,. Durant ces années, il découvre la biologie moléculaire naissante et s'intéresse aux travaux de François Jacob et Jacques Monod de l'Institut Pasteur.
Invité à poursuivre ses études de Master sous la direction du généticien Matthew Meselson, il suit ce dernier du California Institute of Technology (CalTech) à l'université Harvard. Il obtient son Master puis son Doctorat au sein de l'université Harvard,. Durant ces années, Mark Ptashne se rend également à Cuba, ce qui lui permet de découvrir la société castriste et l'application des théories marxistes.
Diplômé, Mark Ptashne poursuit son travail au sein de l'université Harvard,.
Mark Ptashne est également actif dans le monde des affaires. Avec un appui de l'université Harvard au début des années 1980, il fonde l'entreprise Genetics Institute. Devant la controverse générée par le partenariat public-privé, l'université se retire de l'entreprise. Mark Ptashne continue de diriger la structure quelques années avant de se retirer. Avec les bénéfices générés, Mark Ptashne a financé sa collection d'instruments de musique,.
Aux alentours de 1995, Mark Ptashne quitte l'université Harvard pour rejoindre le Memorial Sloan-Kettering Cancer Center, un nouveau centre de recherche situé à Manhattan. Il y occupe la chaire Ludwig de biologie moléculaire.

## Travaux scientifiques

### Domaine
Mark Ptashne travaille dans le domaine de la biologie moléculaire. Il est plus particulièrement spécialisé sur la problématique de la régulation de l'expression des gènes. Ses recherches ont porté sur le fonctionnement des interrupteurs génétiques.
En 1968, Mark Ptashne publie avec Nancy Hopkins un article montrant le fonctionnement d'un interrupteur génétique au virus phage lambda. En s'intéressant à l'infection d'une bactérie e. coli par ce virus, les deux auteurs ont montré que le phage lambda restait en sommeil dans la cellule bactérienne infectée mais se reproduisait de manière intense et s'échappait pour infecter les cellules voisines lorsque cette cellule initiale était mise en péril. Cette publication est l'une des deux premières a mettre en évidence le concept d'interrupteur génétique et son rôle dans la régulation génétique au sein de cette discipline récente,.
Après ce travail séminal sur un organisme simple, Mark Ptashne a poursuivi ses travaux sur des organismes plus complexes. Il s'est notamment intéressé aux interactions entre les différents interrupteurs génétiques.
Ses recherches l'ont mené à développer un modèle de régulation génétique fondé sur des mécanismes de contact simples. Les éléments responsables de la transcription requièrent la présence d'activateurs pour fonctionner. Ce sont ces différents activateurs et leurs interactions qui avec l'évolution ont engendré des mécanismes d'interrupteurs génétiques. De plus, les interrupteurs génétiques indiquent l'importance de la dynamique génétique dans l'expression des gènes : deux organismes disposant du même génome se développeront différemment puisque leurs interrupteurs génétiques ne fonctionneront pas exactement de la même manière dans le temps.

### Prix et récompenses
Mark Ptashne a reçu le prix Albert Lasker en octobre 1997 pour ses recherches en sur les interrupteurs génétiques,.

## Amateur de musique et collectionneur
Amateur de musique, Mark Ptashne a commencé le violon à l'adolescence. Malgré cette initiation tardive, il a acquis un bon niveau amateur.
Mark Ptashne collectionne les instruments de valeur. Dans sa collection, Mark Ptashne a compté un Guarneri del Gesù et deux Stradivarius : le Willemotte et le The Angel (ex-Madrileno),,. Il acquiert le The Angel en 1981 et s'en sépare en 1993. Le Willemotte entre dans sa collection plus tardivement, au tournant des années 1990. Mark Ptashne le revend au soliste Leonídas Kavákos en 2017,.